# STS-54
STS-54は、エンデバーを用いたスペースシャトルのミッションである。エンデバーにとって3度目の飛行であり、1993年1月17日にケネディ宇宙センターから打ち上げられた。

## 乗組員
- 船長 - ジョン・キャスパー (2)
- 操縦手 - ドナルド・マクモナグル (2)
- ミッションスペシャリスト - マリオ・ルンコ（英語版） (2)
- ミッションスペシャリスト - グレゴリー・ハーボー (2)
- ミッションスペシャリスト - スーザン・J・ヘルムズ (1)

## ミッションパラメータ
- 質量:92,988 kg
  - ペイロード:18,559 kg
- 近点:302 km
- 遠点:309 km
- 軌道傾斜角:28.5°
- 軌道周期:90.6分

### 宇宙遊泳
- 開始:1993年1月17日
- 終了:1993年1月17日
- 期間:4時間28分

## ミッションハイライト

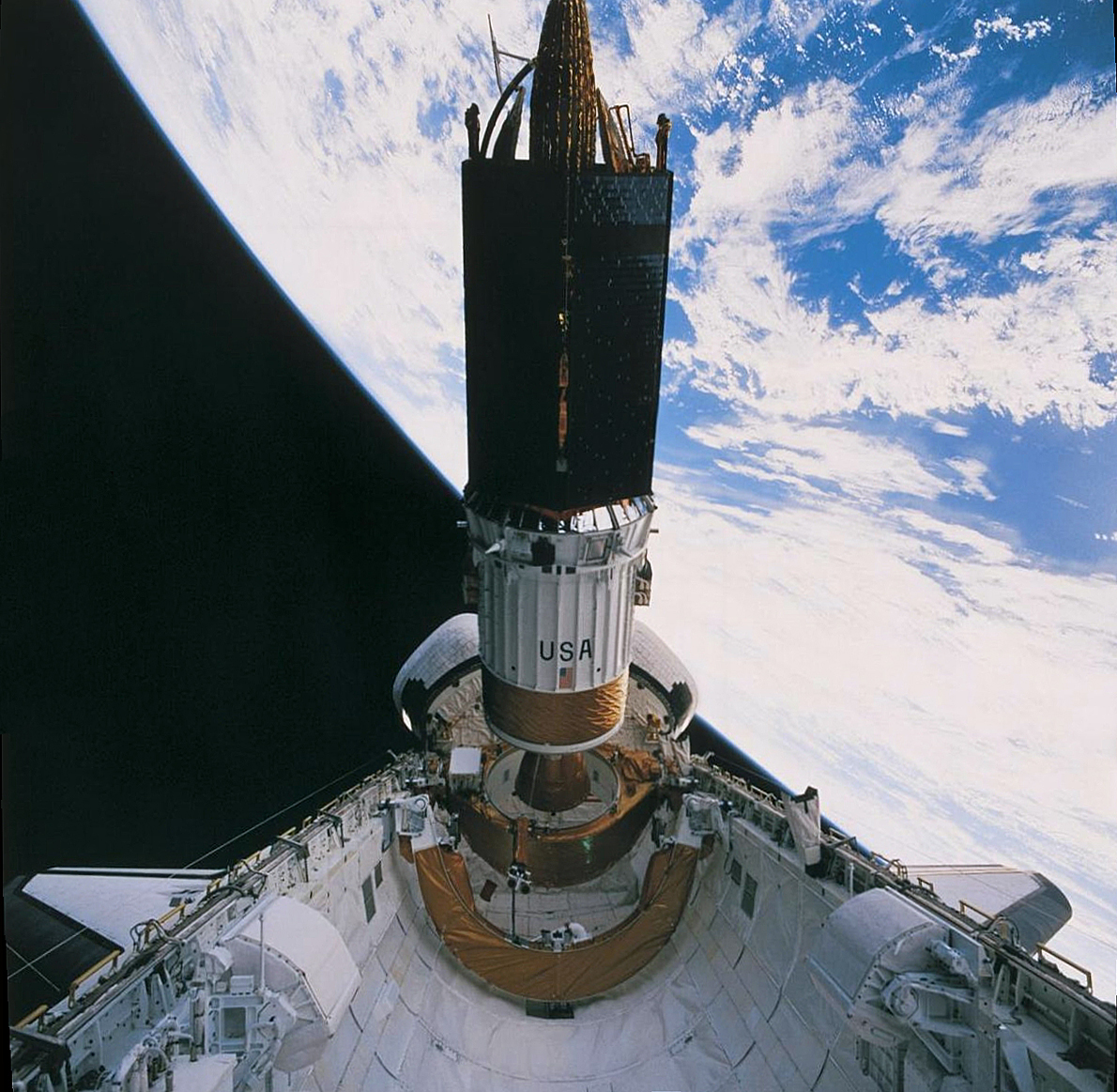
TDRSの軌道投入

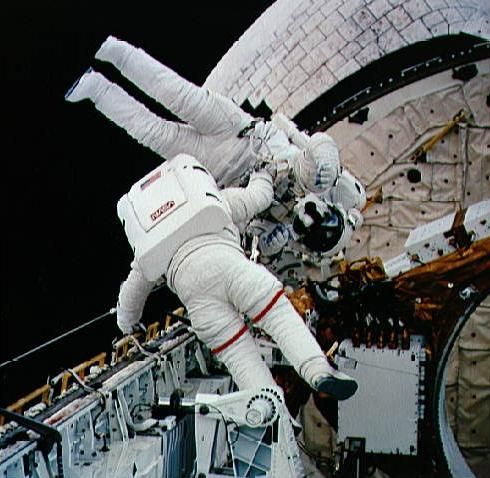
宇宙遊泳を行うハーボーとルンコ

このミッションの主目的は、5つめのTDRSの展開で、打上げ1日目に軌道へ投入され、後に慣性上段ロケットのブースターによって目的の高度に移動した。
また他に、散乱X線分光計と呼ばれるヒッチハイカー計画のための機材も軌道に投入された。この機材は、深宇宙の暗いX線源からのX線放射のデータを収集するものである。
さらに、微重力効果の試験のために、生命科学実験のためのCommercial General Bioprocessing Apparatus (CGPA)、植物の成長の研究のためのChromosome and Plant Cell Division in Space Experiment (CHROMEX)、
骨格の適応の研究のためのPhysiological and Anatomical Rodent Experiment (PARE)、実験を行うミッドデッキの重力加速度を測定し記録するためのSpace Acceleration Measurement Equipment (SANS)、ろ紙を燃やした火炎の拡散速度と温度を測定するためのSolid Surface Combustion Experiment (SSCE)等が宇宙に運ばれた。
また打上げ5日目には、ミッションスペシャリストのマリオ・ルンコとグレゴリー・ハーボーが5時間近くの宇宙遊泳を行った。彼らはカーゴベイの中を自由に移動できるか、手を使わずに壁を上ったり、微重力下で大きな物体を運べるかの試験を行った。